# Varun Dhawan
Varun Dhawan (Bombaim, 24 de Abril de 1987) é um ator indiano que atua em Bollywood. É uma das celebridades mais bem pagas da Índia, ele tem destaque na Forbes India's 100 celebrity list desde 2014. Os primeiros onze filmes em que ele estrelou foram comercialmente bem sucedidos, estabelecendo Dhawan em no cinema Hindi.
Filho do diretor de cinema David Dhawan, ele estudou administração de empresas na Nottingham Trent University, após a qual trabalhou como diretor assistente de Karan Johar no drama de 2010 My Name Is Khan. Ele fez sua estréia como ator em 2012 no drama adolescente de Johar, Student of the Year. Ele ganhou destaque com papéis principais nas comédias românticas Main Tera Hero (2014), Humpty Sharma Ki Dulhania (2014) e Badrinath Ki Dulhania (2017); as comédias de ação Dilwale (2015), Dishoom (2016) e Judwaa 2 (2017); o filme de dança ABCD 2 (2015); e o drama Sui Dhaaga (2018). Ele também recebeu elogios por interpretar um vingador no thriller policial Badlapur (2015) e um homem sem rumo que enfrenta perdas no drama October (2018).

## Início da vida
Dhawan nasceu em 24 de abril de 1987 filho de David Dhawan, diretor de cinema, e Karuna Dhawan. Seu irmão mais velho, Rohit, é diretor de cinema, enquanto seu tio, Anil, é ator. Ele completou sua educação em HSC na Faculdade de Comércio e Economia de RH. Dhawan é formado em Gestão de Negócios pela Nottingham Trent University, Reino Unido. Antes de sua carreira de ator, Dhawan trabalhou como diretor assistente de Karan Johar em seu drama My Name Is Khan (2010).

## Carreira de Ator

### 2012-15: Estréia e sucesso

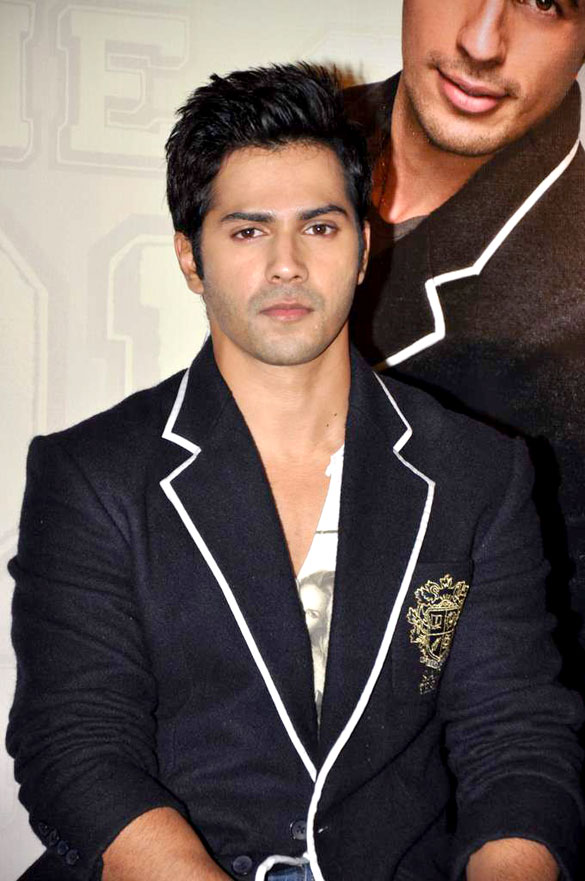
Dhawan no lançamento do trailer de Student of the Year em 2012.

Em 2012, Dhawan fez sua estréia como ator com a comédia romântica de Johar, Student of the Year, ao lado de Sidharth Malhotra e Alia Bhatt. Ele estava confiante como Rohan Nanda, filho adolescente de um rico empresário, que compete a namorada (interpretada por Bhatt) com seu melhor amigo (interpretada por Malhotra) para vencer um campeonato anual da escola. O crítico de cinema Taran Adarsh, de Bollywood Hungama, considerou Dhawan "um talento que não se pode deixar de admirar" e Rajeev Masand, da CNN-IBN , acrescentou: "É Varun Dhawan quem se destaca com uma atitude confiante e charmosa, capaz de enfrentar cenas cômicas e vulneráveis com facilidade". Student of the Year foi um sucesso, arrecadando ₹ 970 milhões (US$ 14 milhões) em todo o mundo, e o desempenho de Dhawan lhe rendeu uma indicação de Melhor Estréia Masculina no Filmfare.
Em 2014, Dhawan apareceu em dois filmes, o primeiro dos quais foi a comédia romântica Main Tera Hero (2014), um remake do filme Telugu Kandireega, produzido pela Balaji Motion Pictures e dirigido por seu pai. Ele interpretou Sreenath "Seenu" Prasad, um jovem impetuoso que está envolvido em um triângulo amoroso entre Ileana D'Cruz e Nargis Fakhri. Raedita Tandon, da Filmfare, elogiou Dhawan por seu tempo cômico e o comparou favoravelmente a Govinda e Prabhudheva.
Dhawan interpretou Rakesh "Humpty" Sharma, um paquerador punjabi que se envolve em um caso romântico com uma mulher noiva, na comédia romântica de Shashank Khaitan, Humpty Sharma Ki Dulhania. Co-estrelado por Alia Bhatt e Siddharth Shukla, o filme foi descrito como uma homenagem a Dilwale Dulhania Le Jayenge (1995) por Johar, que atuou como produtor. Rohit Khilnani, da India Today, elogiou a presença na tela de Dhawan, e Nandini Ramnath, de Mint, observou o quanto ele se destacou nas "poucas cenas mais silenciosas" do filme. Humpty Sharma Ki Dulhania surgiu como uma das produções indianas com maior receita do ano, ganhando₹ 1,11 bilhão (US $ 16 milhões) em todo o mundo.

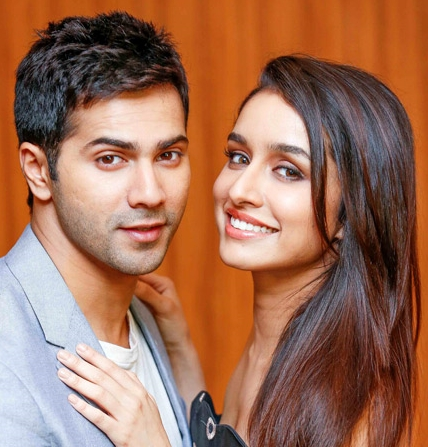
Dhawan e Shraddha Kapoor em um evento promocional para o ABCD 2 em 2015.

O thriller policial Badlapur (2015), do diretor Sriram Raghavan, viu Dhawan interpretar um homem que, ao longo de 15 anos, vingou o assassinato de sua esposa e filho. Retratar o personagem foi uma experiência "aterrorizante" para Dhawan, que "entrou em depressão porque, depois de um ponto, não parecia mais que eu estava atuando em um filme". Raja Sen, do Rediff.com, elogiou o alcance de atuação de Dhawan, escrevendo que ele "descarta seu charme fácil e alegre - mas, crucialmente, não sua simpatia natural levemente infeliz - e borbulha vulcanicamente, seus olhos frequentemente falando". Ele recebeu um prêmio Filmfare de Melhor Ator por sua performance.
Em seguida, Dhawan estrelou ao lado de Shraddha Kapoor em uma sequência do filme de dança ABCD: Any Body Can Dance, intitulado ABCD 2, no qual ele interpreta o personagem da vida real de Suresh Mukund, um dançarino de Mumbai que vence o Campeonato Mundial de Dança de Hip Hop de 2012. O crítico Shilpa Jamkhandikar, da Reuters, criticou o filme, achando Dhawan o único ativo do filme, escrevendo que "exceto pela nota honesta que ele dá, o resto do filme poderia ter sido apenas um monte de videoclipes". O ABCD 2 faturou ₹ 1,57 bilhão (US $ 22 milhões) em todo o mundo; o desempenho comercial do filme levouBox Office India para considerá-lo um surgimento do poder de estrela de Dhawan. Sua última aparição naquele ano foi no drama de ação de Rohit Shetty, Dilwale, co-estrelado por Shah Rukh Khan, Kajol e Kriti Sanon, no qual ele interpretou o irmão mais novo do personagem de Khan. Apesar das críticas negativas, o filme provou ser um sucesso comercial, arrecadando mais de ₹ 3,75 bilhões (US$ 53 milhões), emergindo como o lançamento de maior bilheteria de Dhawan e um dos filmes de Bollywood com maior bilheteria. Ele apareceu em seguida na comédia policial de ação Dishoom (2016), dirigido por seu irmão Rohit, ao lado de John Abraham e Jacqueline Fernandez. Apesar das críticas mistas, o filme provou ser bem-sucedido nas bilheterias, arrecadando mais de ₹ 1,2 bilhão (US $ 17 milhões).

### 2017 - presente

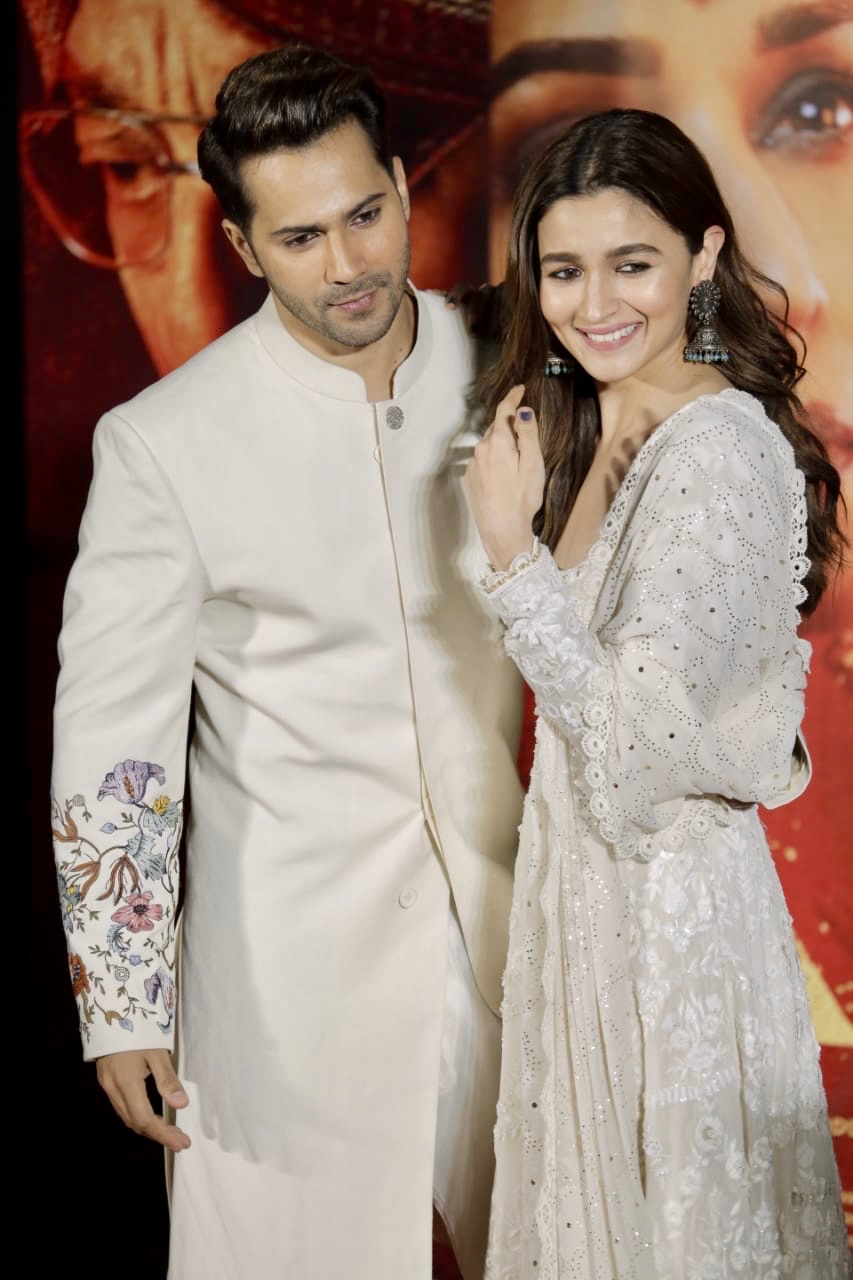
Dhawan e sua freqüente co-estrela Alia Bhatt promovendo Kalank em 2019.

Dhawan se reuniu com Khaitan e Bhatt para a comédia romântica Badrinath Ki Dulhania (2017), na qual interpretou o noivo chauvinista do personagem de Bhatt. Shubhra Gupta, do The Indian Express, escreveu que Dhawan "impressiona como um garoto que luta para ser homem". Além disso, Tushar Joshi, do Daily News and Analysis, observou que "Varun Dhawan e Alia Bhatt provam que a química na tela pode ser suficiente às vezes para mantê-lo envolvido em um enredo médio com uma narrativa previsível". Dhawan recebeu sua segunda indicação de Melhor Ator no Filmfare pelo filme. Mais tarde, em 2017, ele estrelou o filme de comédia de seu pai Judwaa 2, uma reinicialização do filme de comédia de 1997 Judwaa, ao lado de Jacqueline Fernandez e Taapsee Pannu. Tanto Badrinath Ki Dulhania como Judwaa 2 provaram ser sucessos comerciais, ganhando mais de ₹ 2 bilhões (US $ 28 milhões) cada. A Forbes publicou que, com nove sucessos consecutivos nas bilheterias e uma taxa de sucesso de 100%, Dhawan se estabeleceu como uma "verdadeira estrela de Bollywood".
O recorde de filmes de sucesso continuou com os lançamentos de Dhawan em 2018 - o drama de Shoojit Sircar October e o filme sobre o problema social de Sharat Katariya , Sui Dhaaga. No primeiro, ele interpretou Dan, um estagiário de administração de hotéis sem rumo cuja vida sofre uma série de mudanças quando seu colega de trabalho entra em coma. Em uma crítica altamente positiva, Anna MM Vetticad, da Firstpost, elogiou Dhawan por "apagar sua arrogância estrelada e fofura de marca registrada para interpretar Dan"; Rohit Vats of Hindustan Timesconsiderou o seu melhor desempenho até hoje e escreveu que "seu humor é inato, mas sua compreensão da dor e como ela afeta o comportamento humano é ainda melhor". Em Sui Dhaaga, Dhawan e Anushka Sharma estrelaram como Mauji e Mamta, um casal recém-casado no interior da Índia que inicia seu próprio negócio de roupas em pequena escala. Udita Jhunjunwala, da Mint , revisou: "Dhawan aperfeiçoou sua aparência para parecer simplório. Ele traz uma ingenuidade semelhante a Mauji, embora seja carinhosamente". Em October, ele recebeu uma indicação para o Filmfare Critics Award de Melhor Ator.
A única aparição de Dhawan na tela em 2019 foi no drama de época de Abhishek Varman, Kalank, com um elenco que inclui Madhuri Dixit, Sonakshi Sinha, Alia Bhatt, Aditya Roy Kapur e Sanjay Dutt. Situado na década de 1940 antes da partição da Índia, o filme o apresentava como ferreiro; pelas exigências físicas da peça, ele treinou extensivamente, apesar de sofrer uma lesão no joelho e uma lesão no tendão, e insistiu em realizar suas próprias acrobacias. Rotulando-o como o "papel mais marcante de sua carreira", Saibal Chatterjee, da NDTV.escreveu: "Dhawan exala entusiasmo ao se aventurar muito além de sua zona de conforto e sempre toca as notas certas". Kalank provou ser o primeiro fracasso comercial da carreira de Dhawan.
Dhawan iniciou 2021 reunindo-se com Shraddha Kapoor para o filme de dança Street Dancer 3D, que Namrata Joshi, do The Hindu, chamou de "compilação de performances indistinguíveis". Também não teve um bom desempenho nas bilheterias. Ele estrelou a comédia Coolie No. 1, uma adaptação do filme homônimo de 1995 de seu pai, co-estrelando Sara Ali Khan. Dhawan também se comprometeu a colaborar com Sriram Raghavan pela segunda vez em uma cinebiografia do oficial militar Arun Khetarpal.

## Outros trabalhos
Ao longo de sua carreira de ator, Dhawan se apresentou no palco e co-organizou duas cerimônias de premiação. Em 2013, ele se apresentou nas cerimônias dos prêmios Filmfare, Screen e Stardust e em um evento em Hong Kong. Ele organizou a cerimônia do Stardust Awards 2013 com Sidharth Malhotra e Ayushmann Khurrana, e um segmento do 59º Filmfare Awards. Ele também participou do 20th Screen Awards, co-organizando o show ao lado de Shahrukh Khan e Richa Chadda. Em 2013, Dhawan se apresentou em um evento especial ao lado de Sidharth Malhotra, Alia Bhatt, Aditya Roy Kapur, Shraddha Kapoor e Huma Qureshi para arrecadar fundos para as vítimas de Uttarakhand, afetadas pelas enchentes. Ele também doou no Fundo PM-CARES do Governo da Índia devido à pandemia de COVID-19 na Índia.

## Vida pessoal e imagem na mídia
Dhawan é casado com Natasha Dalal, uma designer, com quem ele estudou. Em 2021, Varun oficializou seu relacionamento em uma cerimônia íntima para amigos próximos e família em Alibag, na Índia, seguindo as tradições da religião Hindu.
Dhawan apareceu na Forbes India's 100 celebrity list desde 2014, chegando a 15ª posição em 2018. Nesse ano, a revista estimou sua renda anual para ser ₹ 495,8 milhões (US$ 7,0 milhões) e o listou como uma das celebridades mais bem pagas do país. No mesmo ano, a edição indiana da GQ o caracterizou entre os 50 jovens mais influentes do país e o rotulou como a "estrela mais lucrativa de sua geração".

## Filmografia

### Cinema

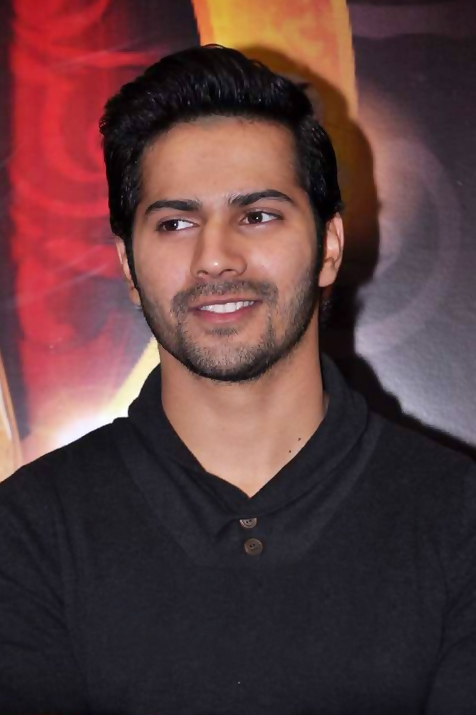
Dhawan em um evento para a Stardust em 2013.

| Ano  | Título                    | Papel                                 |
| ---- | ------------------------- | ------------------------------------- |
| 2012 | Student of the Year       | Rohan Nanda                           |
| 2014 | Main Tera Hero            | Sreenath "Seenu" Prasad               |
| 2014 | Humpty Sharma Ki Dulhania | Rakesh "Humpty" Sharma                |
| 2015 | Badlapur                  | Raghav "Raghu" Purohit                |
| 2015 | ABCD 2                    | Suresh "Suru" Mukund                  |
| 2015 | Dilwale                   | Veer Bakshi                           |
| 2016 | Dishoom                   | Junaid Ansari                         |
| 2017 | Badrinath Ki Dulhania     | Badrinath "Badri" Bansal              |
| 2017 | Judwaa 2                  | Raja/Prem Malhotra                    |
| 2018 | October                   | Danish "Dan" Walia                    |
| 2018 | Nawabzaade                | Aparição especial                     |
| 2018 | Sui Dhaaga                | Mauji Sharma                          |
| 2019 | Kalank                    | Zafar                                 |
| 2019 | Bharat                    | Jovem                                 |
| 2020 | Street Dancer 3D          | Sahej                                 |
| 2020 | Coolie No. 1              | Raju Coolie / Kunwar Raj Pratap Singh |

### Trabalhos nos batidores
| Ano  | Título          | Função             |
| ---- | --------------- | ------------------ |
| 2010 | My Name Is Khan | Diretor assistente |

### TV
| Ano  | Título | Papel     | Notas                                |
| ---- | ------ | --------- | ------------------------------------ |
| 2015 | CID    | Ele mesmo | Participação em 2 episódios de 2015. |